# Skill Football Club de Bruxelles
Dernière mise à jour : 18 janvier 2012.
Le Skill Football Club de Bruxelles est un ancien club de football belge, actif de 1896 à 1902. Il dispute au total 3 saisons du championnat de Belgique, terminant au mieux cinquième. Quand la plupart de ses joueurs rejoignent le Daring de Bruxelles, les dirigeants décident d'une fusion avec leur voisin bruxellois, et cessent les activités du club.

## Histoire
Le club est fondé en 1896, et s'installe sur un terrain situé dans la commune de Schaerbeek. Il s'affilie par la suite à l'Union Belge des Sociétés de Sports Athlétiques, l'UBSSA, ancêtre de l'URBSFA actuelle. Le club débute dans le championnat de « Division 1 », alors destiné aux équipes réserves et aux nouveaux clubs inscrits à la Fédération, lors de la saison 1897-1898. Il termine deuxième du « Groupe Brabant » pour son premier championnat. La saison suivante, il remporte ce groupe, et dispute ensuite une finale contre le FC Verviers. Le club bruxellois l'emporte 5 buts à 4, et grâce à cela, est admis dans le championnat de Division d'Honneur de la saison prochaine.
Pour son premier championnat officiel en 1899-1900, le Skill termine dernier de son groupe géographique avec zéro point, et déclare forfait à la moitié de la saison. De plus, sur les cinq matches effectivement disputés par le club, deux sont par la suite changés en scores de forfait contre le club bruxellois. La saison suivante, le championnat se dispute en une poule unique de neuf clubs. Le Skill finit cinquième, ce qui constitue son meilleur résultat. Pour la saison 1901-1902, le championnat est de nouveau divisé en deux séries géographiques, avec un tour final à la clé pour les deux meilleurs de chaque groupe. Le Skill termine cinquième sur six dans son groupe, et voit partir plusieurs joueurs vers un autre club bruxellois, le Daring de Bruxelles.
Une fois la saison écoulée, le Skill fusionne avec le Daring, qui absorbe également l'US Molenbeekoise, pour former un grand club bruxellois capable de rivaliser avec le Racing Club de Bruxelles qui domine le paysage footballistique belge à l'époque. Le Skill FC de Bruxelles cesse alors d'exister après six ans.

## Résultats dans les divisions nationales
Statistiques clôturées, club disparu

### Bilan
| Niv | Divisions     | Jouées | Titres | TM Up | TM Down |
| --- | ------------- | ------ | ------ | ----- | ------- |
| I   | 1re nationale | 3      | 0      |       |         |
| II  | 2e nationale  | 0      | 0      |       |         |
| III | 3e nationale  | 0      | 0      |       |         |
| IV  | 4e nationale  | 0      | 0      |       |         |
| V   | 5e nationale  | 0      | 0      |       |         |
|     |               |        |        |       |         |
|     | TOTAUX        | 3      | 0      | 0     | 0       |

- TM Up : test-match pour départager des égalités, ou toutes formes de Barrages ou de Tour final pour une montée éventuelle.
- TM Down : test-match pour départager des égalités, ou toutes formes de Barrages ou de Tour final pour le maintien.

### Classements saison par saison
| Ordre | Saison  | Nom du club                                          | Niveau                                               | Classement final                                     | Remarques                                            |
| ----- | ------- | ---------------------------------------------------- | ---------------------------------------------------- | ---------------------------------------------------- | ---------------------------------------------------- |
| 3     | 1899-00 | Skill FC de Bruxelles                                | Division 1 série A                                   | 6e/6                                                 |                                                      |
| 4     | 1900-01 | Skill FC de Bruxelles                                | Division d'Honneur                                   | 5e/9                                                 |                                                      |
| 5     | 1901-02 | Skill FC de Bruxelles                                | Division d'Honneur série A                           | 5e/6                                                 |                                                      |
| X     | 1902    | Fusion avec le Daring et arrêt des activités du club | Fusion avec le Daring et arrêt des activités du club | Fusion avec le Daring et arrêt des activités du club | Fusion avec le Daring et arrêt des activités du club |

### Sources et liens externes
- (nl) « Fiche de l'équipe », sur Belgian Soccer Database